# ムスリムと非ムスリムとの婚姻
ムスリムと非ムスリムとの婚姻（ムスリムとひムスリムとのこんいん）では、イスラム教徒と非イスラム教徒との結婚に関するイスラム法の規定と必ずしもそれにとらわれない幅広い実態を記述する。

## イスラム法上でのムスリムと非ムスリムの婚姻・性的関係の規定
イスラム法によれば、ムスリムは基本的にムスリムとしか結婚できないとされている。ただしムスリム男性の場合は啓典の民に属する女性との結婚は推奨されないものの可能とされている。啓典の民の範囲は元来アブラハムの宗教を奉ずる者に限られているが、拡大解釈に依りそれ以外の宗教を信ずるものも啓典の民と同等と見做す場合もある。
ムスリム女性にはこのような例外は認められず、イスラム教徒と結婚しなければならない。そのため、非ムスリム男性がムスリムの女性と結婚する場合、実質上、男性側のムスリムへの改宗が求められることになる。コーランの女性の婚姻に関する記載は、2章221節、60章10節であるが、そこには、ムスリム女性の啓典の民に関する婚姻についての記載はない。しかし非常に多くの多数派のムスリム法学者は、男性に与えられている許可を、女性に対しては明白に禁じている 。この解釈に賛同しないイスラム法学者やイマームの運動も広まっている